# Crête du grand fessier
La crête du grand fessier est un relief osseux situé sur la face postérieure de l'extrémité supérieure du fémur.
C'est le prolongement latéral des trois prolongements ascendants de la ligne âpre qui s'étend presque verticalement jusqu'à la base du grand trochanter.
L'inconstant troisième trochanter peut se trouver à son sommet.
Elle peut dans certains cas prendre la forme d'une dépression allongée plutôt qu'une crête.
Il sert de site d'insertion principal pour le muscle grand glutéal.